# Koreaanse Raad van Gelovigen
De Koreaanse Raad van Gelovigen is een Noord-Koreaanse overkoepelende organisatie voor de verschillende godsdienstige verenigingen in het land. Kerken en geloofsgemeenschappen die niet bij de Raad van Gelovigen zijn aangesloten zijn illegaal. 
De Koreaanse Raad van Gelovigen ontstond in 1989. Tegenwoordig wordt de Raad vooral gebruikt om de contacten met gelovigen in Zuid-Korea en het Westen (maar onlangs ook Rusland) te intensiveren. Religieuze leiders uit Noord-Korea zijn vaak de enige vertegenwoordigers van het land die regelmatig in Zuid-Korea en het Westen verkeren. Vaak wordt zo op informele wijze humanitaire hulp geregeld via kerken en geloofsgemeenschappen voor het noodlijdende land.
Voorzitter van de Koreaanse Raad van Gelovigen is Samuel Jang Jae-on, die tevens het voorzitterschap van de Koreaanse Katholieke Vereniging bekleedt.
De Raad van Gelovigen geldt formeel als een massa-organisatie en is daarom met enkele leden vertegenwoordigt in de Opperste Volksvergadering.

## Aangesloten godsdienstige verenigingen en federaties
| Vereniging of federatie                         | Oprichtingsdatum | Voorzitter                 |
| Koreaanse Boeddhistische Federatie              | 26 december 1945 | Ju Jong-sun                |
| Koreaanse Christelijke Federatie                | 1946             | Kang Myong Chol (2013-)    |
| Koreaanse Katholieke Vereniging                 | 1988             | Samuel Jang Jae-on (1989-) |
| Koreaans Orthodox Comité                        | 2002             | Georgius Ho Il Jin (2002-) |
| Stuurgroep voor de Religie van de Hemelse Vrede | 1945/1946        | Ryu Mi Jong                |

## Verwijzingen
1. ↑  The European World Year Book, editie 2004, p. 2482
2. ↑  In 2006 kwam de Russisch-orthodoxe Kerk van de Heilige Drievuldigheid gereed, vooral bedoeld als kerk voor Russische en Oost-Europese diplomaten in Noord-Korea.
3. ↑  The European World Year Book, editie 2004, p. 2484